# ندرما
ندرما (استونیایی: Nedrema) یک روستا در دهستان لانرانا، شهرستان پارنو در جنوب‌غربی استونی است.